# Stenoodes
Stenoodes is een geslacht van kevers uit de familie van de loopkevers (Carabidae). De wetenschappelijke naam van het geslacht is voor het eerst geldig gepubliceerd in 1953 door Basilewsky.

## Soorten
Het geslacht Stenoodes is monotypisch en omvat slechts de volgende soort:
- Stenoodes jeanneli Basilewsky, 1953